# R-Drive Image
R-Drive Image é um programa de computador de clonagem de discos rígidos, para backup ou duplicação de dados.

## Live CD
Tendo o programa instaldo no Microsoft Windows, é possível criar um Live CD que funciona independentemente do sistema operativo instalado (Windows, Linux, etc).

## Formato dos ficheiros
R-Drive Image usa o seu próprio formato fechado (não documentado), com a extensão .arc (não relacionado com o formato de compressão também com a extensão .arc).

## Ligações Externas
- Página oficial
- Reviews: , , ,